# Nimy-Maisières
Nimy-Maisières is een voormalige gemeente in de Belgische provincie Henegouwen, ten noorden van de stad Bergen.

## Geschiedenis
Op het eind van het ancien régime ontstond de gemeente Nimy-Maisières, bestaande uit Nimy in het zuiden en Maisières in het noorden. De gemeente werd in 1868 opgesplitst in de twee zelfstandige gemeenten Nimy en Maisières.